# Barbizellum
En la milicia antigua, barbizellum era una máquina de hierro utilizada en la guerra, hecha con la finalidad de tirar varias estacas o pinchos, con la cual en el mismo momento que impactaba en un muro destrancaba las piedras.
La citada máquina llamada barbizellum fue usada generalmente por aquellos combantientes que se acercaban al lugar fortificado bajo la protección de una vinea militar llamada gata ("gattus"; "gattum")
Según la Crónica de Colmar, en el año 1300, había 500 hombres ocupados en hacer jugar un ariete. De esta clase era el barbizellum, indicado por Otto Morena, la catafusta (catapulta de Rolandino) y el niconte de Mateo Westmonart (Estudios de indumentaria española concreta y comparada, Barcelona, 1890; autor J. Puiggari).

## Othon Morena
Según la obra "Historia rerum laudensium", Venetiis, 1629, del historiador nacido en la Franconia, Othon Morena (1100-1161), dice lo siguiente de la máquina de guerra llamada barbizellum: Erat autem ipso gatto quaedam trabes ferrata, qua barbizellum, appellabant, quam trahentes hi qui intra ipsum gattum erant, fora plus 20 brachiis projicientes, in murum ipsius castri mirabiliter feriebant.

## Caroli de Aquino
Caroli de Aquino, en su obra "Lexicon militare", volumen primero, Roma: Antonii de Rubeis, 1724, dice lo siguiente: ,Barbizellum, genus ferratae trabis, quae ex vinea militari educta muros feriebat. Fuit profecto vel Aries, vel qui simile.

## Gattus
La gata ("gattus", "gattum", "cattos"), era aparato o máquina de sitio y de aproche, galería cubierta, vinea, que generalmente se colocaba cerca de la muralla para cubrir a los que tiraban armas arrojadizas contra los sitiados o abrían brechas contra el ariete y demás instrumentos de guerra, como los combatientes que utilizaban la máquina barbizellum.
Esta voz genérica, gata o gato juega mucho en la poliorcética de la Edad Media, y que en ella nació lo confirma Vegecio: Vineas dixerunt veteres quas nunc militari barbaroque usu cattos vocant; pero en la edición de Godescalcus Stewechius (1551-1586), ya los cattos y gatas se convierten en "capsia", ya que parte de las dificultades intrínsecas de comprender a los autores clásicos, se hace complicadísimo en las aclariones de los copistas, intérpretes y comentadores, y puede presumirse el interés etimológico que despertó entre los eruditos la citada palabra:
- Unos le dan el significado de perspicaz
- Otros de Gattide o Gatta, reina de Siria
- Ronquefort lo deriva del árabe "chaz"
- Según San Isidoro de Sevilla, "cattum" viene de captura

Sobre la forma y objeto de la citada máquina, decir lo siguiente:
- "Toleno" según Jean-Charles-Léonard Simonde de Sismondi
- Torre de asalto con ariete
- La mayoría galería cubridora, vinea, "plúteo"
- Cobertizos de madera recia para la defensa de los minadores en las murallas
- "Mantas" en los antiguos

En una crónica se puede leer: El rey la fizo combatir muy reciamente e mando facer zarzos e gatas para fechir la cova; en la "Crónica de San Fernando": Hizola combatir reciamente y mandó hacer zarzos y gatas para hacerlas minar.. y ficieron gatos e ingenios para combatirlas.